# Пушкарь, Дмитрий Юрьевич
Дми́трий Ю́рьевич Пушка́рь (род. 19 июля 1963 года, Москва) — российский учёный, уролог, практикующий хирург, доктор медицинских наук, профессор, академик РАН (2019). Заведующий кафедрой урологии Российского университета медицины Минздрава России. Руководитель Московского урологического центра на базе Боткинской больницы. Лауреат Государственной премии РФ в области науки и технологий (2022).

## Биография
В 1980 году после окончания общеобразовательной школы № 480 поступил в Московский медицинский стоматологический институт.
В 1986 году окончил с отличием лечебный факультет Московского медицинского стоматологического института. Продолжил обучение в 1986—1987 гг. ординатором хирургического отделения. Работал на кафедре урологии в 1987—1996 гг. старшим лаборантом, ассистентом, доцентом.
В 1990 г. успешно защитил кандидатскую диссертацию на тему «Функциональное состояние нижних мочевых путей после радикальных операций на матке», а в 1996 г. — защитил диссертацию на соискание ученой степени доктор медицинских наук на тему «Диагностика и лечение сложных и комбинированных форм недержания мочи».
В 1993—1998 гг. проходил стажировку, работал врачом-консультантом клиники урологии университета Пастера в Ницце, Франция. С 1996—2001 гг. — профессор кафедры урологии МГМСУ, с 2001 года и по настоящее время — заведующий кафедрой урологии Российского университета медицины. В 2001—2023 гг. руководил Клиникой урологии МГМСУ на базе ГКБ им. С. И. Спасокукоцкого. В настоящее время — руководитель Московского урологического центра на базе Московского многопрофильного научно-клинического центра имени С. П. Боткина.
28 октября 2016 года Дмитрий Юрьевич был избран членом-корреспондентом РАН по Отделению медицинских наук, с 15 ноября 2019 года является Академиком РАН.

## Научная деятельность
Под руководством Д. Ю. Пушкаря защищено более 40 кандидатских и докторских диссертаций. Академик Пушкарь — лидер мнений в вопросах реконструктивно-восстановительной урологии, является признанным международным авторитетом в оперативном лечении недержания мочи у женщин, а разработанная им операция с использованием короткого кожного лоскута по праву называется во всем мире «русской петлей».
Один из первых, кто внедрил роботические системы Da Vinci в Российскую систему здравоохранения. В 2008 году выполнил первую в Москве робот-ассистированную операцию по удалению предстательной железы, пораженной раком, с помощью Da Vinci (робот-хирург).
В 2020 году, в период пандемии COVID-19, стал главным клиническим исследователем по препарату «Арепливир». С его помощью ГКБ им. С. И. Спасокукоцкого была полностью перепрофилирована для госпитализации пациентов с коронавирусной инфекцией.
Академик Пушкарь, будучи опытным руководителем, практикующим хирургом-урологом, активным ученым, не останавливается на достигнутом, продолжает разрабатывать прогрессивные методы диагностики и лечения урологических заболеваний. Дмитрий Пушкарь регулярно бывает в клиниках других стран с целью обмена опытом, апробации новых идей, технологий, и дальнейшего их совершенствования и реализации в России.

### Научно-практическая деятельность
Основные направления деятельности — онкоурология, реконструктивная урология, урогинекология, заболевания предстательной железы.
Дмитрий Юрьевич выполняет следующие оперативные пособия:
- Все высокотехнологические открытые и эндоскопические операции на простате, мочевом пузыре и почке;
- Робот-ассистированные операции в урологии (наибольший опыт в РФ);
- Реконструктивные операции на органах мочевой системы — многие выполняются по методике Д. Ю. Пушкаря как в России, так и за рубежом.

В настоящее время ведется научная работа по направлениям:
- Новые диагностические процедуры у больных недержанием мочи;
- Гистоморфологическая оценка предраковых и раковых заболеваний простаты;
- Возможности прогноза развития расстройств мочеиспускания у больных с аденомой простаты;
- Сравнительный анализ малоинвазивных операций в урогинекологии;
- Определение роли и места роботизированных вмешательств в урологии;
- Разработка программы омоложения мужчины и профилактики эректильной дисфункции;
- Факторы риска и онкомаркеры у больных раком мочевого пузыря;
- Комбинированные методы лечения пролапса гениталий.

Академик Пушкарь — автор более 1000 научных работ, 50 монографий и руководств, 10 из которых в соавторстве с ведущими западными урологами и опубликованы на английском языке в Европе и США. Лектор и хирург международного уровня, часто приглашаемый на различные европейские, американские конгрессы, мастер-классы и конференции (с 2001 года).

### Московский урологический центр
Руководитель центра — Пушкарь Дмитрий Юрьевич.
Основные направления МУЦ на базе Московского многопрофильного научно-клинического центра имени С. П. Боткина:
- Онкоурология;
- Урогинекология;
- Андрология;
- Функциональная урология;
- Экстренная урология.

Особое внимание в Центре уделяется высокотехнологичным малоинвазивным операциям: роботическим, лапароскопическим и эндоскопическим.
В настоящий момент урологическая группа специалистов центра имеет наибольший опыт робот-ассистированных операций в России.

## Награды, премии, регалии
- Награда «Человек года» от российского интернет-портала «Рамблер» (2003);
- Заслуженный врач Российской Федерации (2005)[5][6];
- Премия лучшим врачам России «Национальная премия «Призвание»» (2006)[7];
- Международная премия «Профессия — жизнь» в номинации «За личный вклад в развитие современной урологии» (2010);
- Премия Правительства Российской Федерации в области образования 2013 года (12 ноября 2013) — за научно-практическую разработку «Высокотехнологичные компьютерные учебно-диагностические системы по онкологии на основе экспертных знаний»[8];
- Заслуженный деятель науки Российской Федерации (2014)[6][9];
- Грамота за заслуги в научно-педагогической деятельности, подготовке высококвалифицированных специалистов и многолетнюю добросовестную работу «Почётная грамота Президента Российской Федерации» (2019);
- Премия Москвы в области медицины за создание Московской программы роботической хирургии (2019)[6][10];
- Премия «Будем жить!» в номинации «Жемчужины профессии» (2020)[11];
- 6 апреля 2021 года указом президента Российской Федерации награждён Орденом Пирогова за заслуги в области здравоохранения и многолетнюю добросовестную работу (2021)[4][12];
- Премия «Будем жить!» в номинации «Лучшее онкоурологическое отделение России»[13];
- 1 сентября 2022 года Мэр города Сергей Собянин вручил Знак отличия «За заслуги перед Москвой» за заслуги в области здравоохранения, большой личный вклад в развитие науки и многолетнюю плодотворную деятельность на благо города Москвы и москвичей[14][15][16];
- 12 июня 2023 года Президентом Российской Федерации Владимиром Путиным присвоено почётное звание «Лауреат Государственной премии Российской Федерации в области науки и технологий за 2022 года» за концепцию минимально инвазивного хирургического лечения онкологических заболеваний[17][18];
- Президент Европейской урологической академии (2011), член Европейской урологической академии;
- Приглашённый профессор Иерусалимского университета;
- Юбилейная медаль «300 лет Российской академии наук» (2024).

## В культуре
Д.Ю. Пушкарь предоставил лабораторию для съемок фильма «Пыль» (2005) . В фильме герой Петра Мамонова назван в его честь и указана благодарность в титрах фильма. 